# Konservativ Ungdoms Landslejre, 1933-39
Konservativ Ungdoms Landslejre, 1933-39 er en dansk dokumentarisk filmoptagelse udgivet i 1939 om Konservativ Ungdom med klip fra organisationens landslejre i årene 1933 til 1939.

## Handling
Modtagelsen er ikke ligefrem hjertelig, da Gymniasiastlejren besøger Bøllelejren, og de to grupperinger af unge drenge kommer op at toppes. Derefter tager vi på rundtur i de forskellige landslejre, der er spredt ud over hele Danmark, herunder Rohden, Vennerslund, Juelsberg, Kalø Vig, Vejle Fjord, Ryegaard og Graasten. Her ser hverdagen forskellig ud alt efter, om man tilhører drenge- eller pigelejren. Vi ser efterfølgende klip, hvor Konservativ Ungdom cykler og marcherer mod Gymnastikhøjskolen i Ollerup, der er Danmarks ældste gymnastikhøjskole. Her laver de unge partimedlemmer akrobatiske udspring fra den højeste vippe over svømmebassinet.